# Adam Buksa
Adam Buksa (Cracovia, Polonia, 12 de julio de 1996) es un futbolista polaco. Juega de delantero y su equipo es el F. C. Midtjylland de la Superliga de Dinamarca.

## Selección nacional
Ha representado a Polonia en categorías inferiores.
En noviembre de 2018 fue citado a la selección de Polonia para los encuentros contra la República Checa y Portugal, aunque no fue hasta el 2 de septiembre de 2021 cuando realizó su debut anotando un gol en el triunfo ante Albania en la clasificación para el Mundial 2022. Tres días después marcó tres tantos en el triunfo ante San Marino.

### Participaciones en Eurocopas
| Copa          | Sede     | Resultado    | Partidos | Goles |
| ------------- | -------- | ------------ | -------- | ----- |
| Eurocopa 2024 | Alemania | Primera fase | 2        | 1     |

## Estadísticas
Actualizado al último partido disputado el 25 de mayo de 2025.
| Club                                  | Div.          | Temporada     | Liga  | Liga  | Copas nacionales | Copas nacionales | Copas internacionales | Copas internacionales | Total | Total |
| Club                                  | Div.          | Temporada     | Part. | Goles | Part.            | Goles            | Part.                 | Goles                 | Part. | Goles |
| ------------------------------------- | ------------- | ------------- | ----- | ----- | ---------------- | ---------------- | --------------------- | --------------------- | ----- | ----- |
| Lechia Gdańsk · Polonia               | 1.ª           | 2014-15       | 8     | 0     | 0                | 0                | ―                     | ―                     | 8     | 0     |
| Lechia Gdańsk · Polonia               | 1.ª           | 2015-16       | 8     | 1     | 1                | 0                | ―                     | ―                     | 9     | 1     |
| Lechia Gdańsk · Polonia               | Total club    | Total club    | 16    | 1     | 1                | 0                | 0                     | 0                     | 17    | 1     |
| Zagłębie Lubin · Polonia              | 1.ª           | 2016-17       | 22    | 4     | 0                | 0                | ―                     | ―                     | 22    | 4     |
| Zagłębie Lubin · Polonia              | 1.ª           | 2017-18       | 8     | 1     | 1                | 0                | ―                     | ―                     | 9     | 1     |
| Zagłębie Lubin · Polonia              | Total club    | Total club    | 30    | 5     | 1                | 0                | 0                     | 0                     | 31    | 5     |
| Pogoń Szczecin · Polonia              | 1.ª           | 2017-18       | 12    | 4     | ―                | ―                | ―                     | ―                     | 12    | 4     |
| Pogoń Szczecin · Polonia              | 1.ª           | 2018-19       | 22    | 11    | 1                | 0                | ―                     | ―                     | 23    | 11    |
| Pogoń Szczecin · Polonia              | 1.ª           | 2019-20       | 18    | 7     | 2                | 0                | ―                     | ―                     | 20    | 7     |
| Pogoń Szczecin · Polonia              | Total club    | Total club    | 52    | 22    | 3                | 0                | 0                     | 0                     | 55    | 22    |
| New England Revolution Estados Unidos | 1.ª           | 2020          | 28    | 7     | ―                | ―                | ―                     | ―                     | 28    | 7     |
| New England Revolution Estados Unidos | 1.ª           | 2021          | 32    | 17    | ―                | ―                | ―                     | ―                     | 32    | 17    |
| New England Revolution Estados Unidos | 1.ª           | 2022          | 10    | 7     | 1                | 2                | 2                     | 2                     | 13    | 11    |
| New England Revolution Estados Unidos | Total club    | Total club    | 70    | 31    | 1                | 2                | 2                     | 2                     | 73    | 35    |
| R. C. Lens "II" Francia               | 5.ª           | 2022-23       | 1     | 1     | ―                | ―                | ―                     | ―                     | 1     | 1     |
| R. C. Lens "II" Francia               | Total club    | Total club    | 1     | 1     | 0                | 0                | 0                     | 0                     | 1     | 1     |
| R. C. Lens Francia                    | 1.ª           | 2022-23       | 8     | 0     | 0                | 0                | ―                     | ―                     | 8     | 0     |
| R. C. Lens Francia                    | Total club    | Total club    | 8     | 0     | 0                | 0                | 0                     | 0                     | 8     | 0     |
| Antalyaspor Turquía                   | 1.ª           | 2023-24       | 33    | 16    | 2                | 0                | ―                     | ―                     | 35    | 16    |
| Antalyaspor Turquía                   | Total club    | Total club    | 33    | 16    | 2                | 0                | 0                     | 0                     | 35    | 16    |
| F. C. Midtjylland Dinamarca           | 1.ª           | 2024-25       | 24    | 12    | 1                | 0                | 14                    | 3                     | 39    | 15    |
| F. C. Midtjylland Dinamarca           | Total club    | Total club    | 24    | 12    | 1                | 0                | 14                    | 3                     | 39    | 15    |
| Total carrera                         | Total carrera | Total carrera | 234   | 88    | 9                | 2                | 16                    | 5                     | 259   | 95    |
| 1. 2.                                 |               |               |       |       |                  |                  |                       |                       |       |       |